# Naryszkino (obwód tulski)
Naryszkino (ros. Нарышкино) – wieś (sieło) w Rosji, w obwodzie tulskim, w rejonie tiopło-ogariowskim. W 2010 liczyła 175 mieszkańców.